# Sekihan
Le sekihan (赤飯, riz rouge) ou osekihan (お赤飯, avec le préfixe honorifique) est un plat traditionnel japonais. Il est composé de riz gluant mochigome (もち米), cuit à la vapeur avec des haricots azuki, qui donnent une couleur rougeâtre au riz, d'où son nom. Le sekihan est traditionnellement accompagné de gomashio (condiment japonais composé de sésame grillé et de sel), et consommé immédiatement après la cuisson lors de festivités, mais il peut aussi être préparé en tant qu'offrande aux kamis.

## Symbolique et utilisation
Traditionnellement, l'association du riz mochigome et des haricots rouges azuki porte des symboliques liées au déroulement de la vie, à la fertilité, à l'idée de continuité. De plus, l'apparence rougeâtre du plat associe ces éléments à l'idée d'évènements heureux ; en effet, la couleur rouge est symbolique de bonheur au Japon.
Ainsi, le sekihan était préparé à chaque évènement marquant le passage d'une étape de la vie : à la naissance d'un enfant, à la première présentation d'un bébé à la divinité tutélaire du sanctuaire local, aux premières menstruations d'une jeune fille, aux mariages.
Aujourd'hui, le sekihan est souvent servi lors d'occasions spéciales tout au long de l'année au Japon, comme les anniversaires, les réussites personnelles ou professionnelles et pour certains jours fériés, comme Shichi-go-san, ou O-bon.